# Sojuz 33
Sojuz 33  byla kosmická loď SSSR z roku 1979 s mezinárodní rusko/bulharskou posádkou, která se pokusila spojit se sovětskou orbitální stanici Saljut 6. Podle katalogu COSPAR dostala označení 1979-029A a byl to 68. registrovaný let kosmické lodě s lidmi na palubě ze Země. Byl součástí programu Interkosmos. Jejím volacím znakem byl SATURN. Po nezdařeném pokusu o spojení se posádka vrátila na Zem.

## Posádka
Dvoučlennou posádku tvořili tito kosmonauti:
- Nikolaj Rukavišnikov, velitel lodě, Rus, 45 roků, třetí let
- Georgi Ivanov, kosmonaut výzkumník, Bulhar, 38 roků, nováček

## Průběh letu

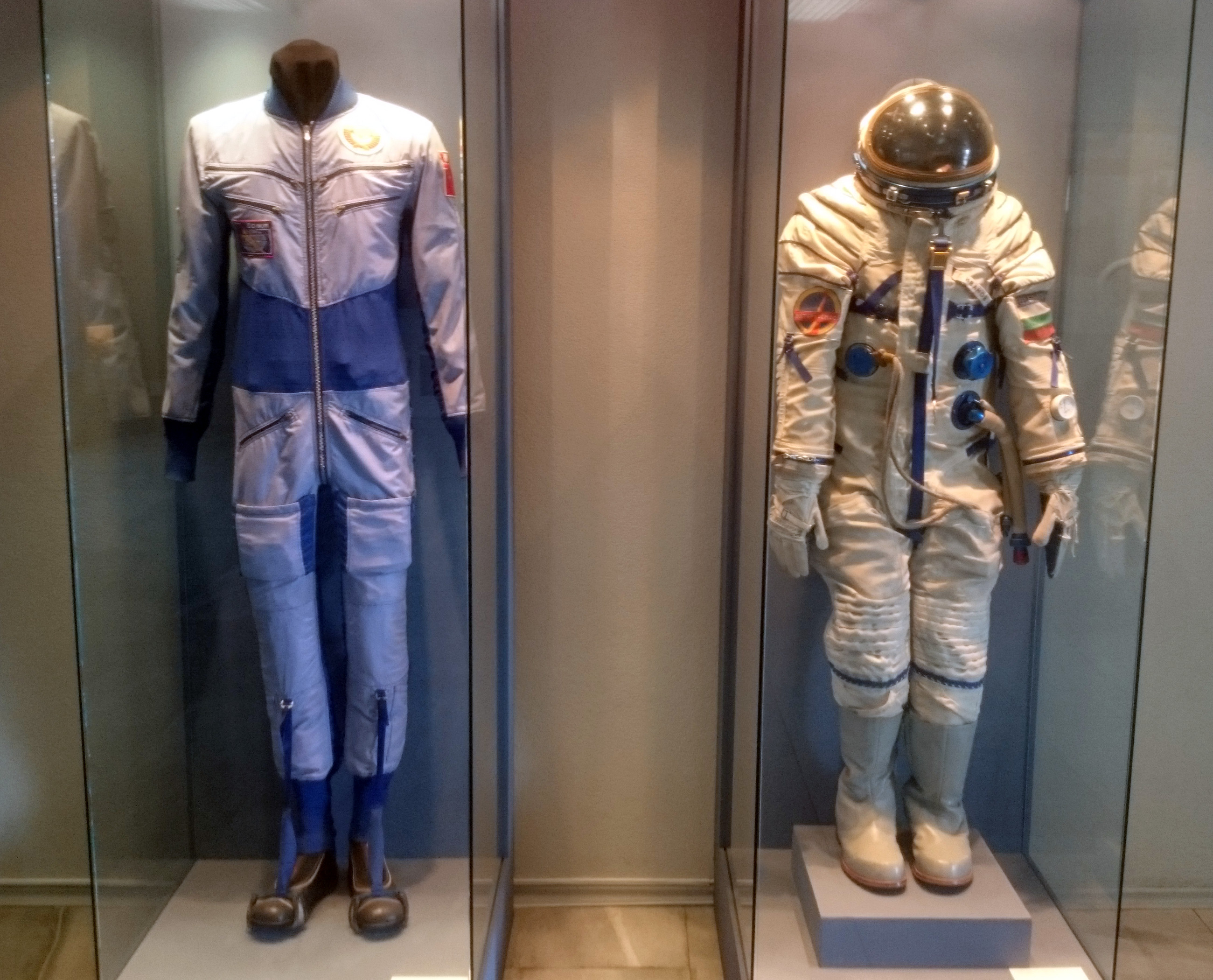
Skafandry použité na Sojuzu 33

Loď odstartovala 10. dubna 1979 večer z kosmodromu Bajkonur s pomocí rakety Sojuz U. Start se vydařil, loď se dostala na orbitu 194 – 261 km. Po třetím okruhu posádka upravila dráhu lodě na 273 – 330 km nad Zemí. Večer 11. dubna byl zapnut automatický systém spojení. Ve vzdálenosti 3 km od stanice však korekční motor přestal pracovat. Závadu se nepodařilo ani po konzultacích s řídícím střediskem odstranit a bylo rozhodnuto vrátit se na Zem. K návratu byl využit reservní motor a bylo potřeba přikročit i k ručnímu ovládání řízení. Neplánovaný sestup odpojené kabiny byl spojen s přetížením až 10 g, padákový systém však fungoval a kabina s oběma živými kosmonauty přistála měkce na území Kazachstánu (tehdy součást SSSR) zhruba 320 km jihovýchodně od Džezkazganu v noci. Délka letu byla 1 den a 23 hodin.
Stanice Saljut 6 zůstala na oběžné dráze se stálou posádkou Vladimír Ljachov – Valerij Rjumin.

## Konstrukce Sojuzu
Udaná startovací hmotnost byla 6800 kg vč.200 kg paliva pro manévrování a brzdění. Loď se obdobně jako ostatní lodě Sojuz skládala ze tří částí, kulovité orbitální sekce, návratové kabiny a sekce přístrojové. Měla namontováno spojovací zařízení a padákový systém..